# Elk River (Minnesota)
Elk River is een plaats (city) in de Amerikaanse staat Minnesota, en valt bestuurlijk gezien onder Sherburne County.

## Demografie
Bij de volkstelling in 2000 werd het aantal inwoners vastgesteld op 16.447.
In 2006 is het aantal inwoners door het United States Census Bureau geschat op 22.285, een stijging van 5838 (35.5%).

## Geografie
Volgens het United States Census Bureau beslaat de plaats een oppervlakte van
113,5 km², waarvan 110,5 km² land en 3,0 km² water. Elk River ligt op ongeveer 268 m boven zeeniveau.

## Plaatsen in de nabije omgeving
De onderstaande figuur toont nabijgelegen plaatsen in een straal van 16 km rond Elk River.